# Genga
Genga es una localidad y comune italiana de la provincia de Ancona, región de las Marcas, con 1930 habitantes. Además, está cerca de las Cuevas de Frasassi, una de las pocas grutas kársticas italianas, y que atrae a más de diez millones de turistas al año.

## Evolución demográfica
| Gráfica de evolución demográfica de Genga entre 1861 y 2001 |
|                                                             |
| Fuente ISTAT - elaboración gráfica de Wikipedia             |

## Monumentos y lugares de interés
- El Grotte di Frasassi, son un sistema de cuevas kársticas, las cuevas más famosas de Italia.

- La abadía románica de S. Vittore alle Chiuse (siglo XI).

- El puente romano en la misma aldea, a unos 8 kilómetros (5 millas) al sureste de la ciudad.

- El Museo de la iglesia de San Clemente. Alberga un tríptico y un estandarte del siglo XV de Antonio da Fabriano.

- El Museo Spaelaeo-Paleontológico, que incluye un famoso fósil de un ictiosaurio conocido como Majungasaurus encontrado en la zona en 1976.

Las cuevas de Frasassi, a unos 5 kilómetros al sursureste, se encuentran entre las curiosidades naturales más visitadas del centro de Italia.